# اوکراین پس از انقلاب روسیه

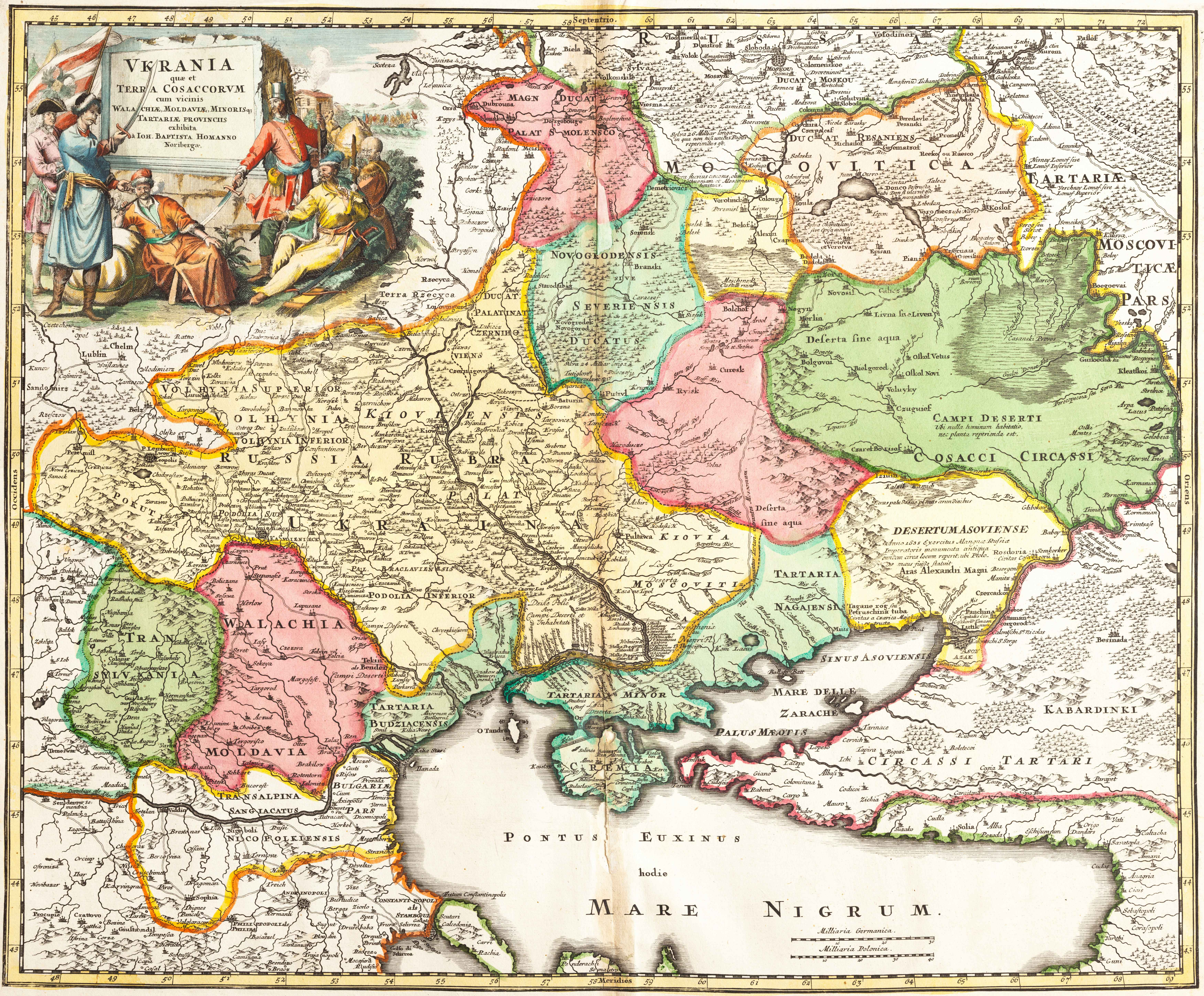
Ukrania quae et Terra Cosaccorum cum vicinis Walachiae, Moldoviae, Johann Baptiste Homann (Nuremberg, 1720)

با وقوع انقلاب روسیه در سال ۱۹۱۷ که فروپاشی امپراتوری روسیه را رقم زد و پس از پایان جنگ جهانی اول در سال ۱۹۱۸ که به فروپاشی امپراتوری اتریش-مجارستان (حاکم سابق گالیسیا اوکراین) منجر شد، جناح‌های مختلفی به جنگ بر سر منطقه اوکراین برخاستند. فروپاشی امپراتوری‌ها تأثیر زیادی در جنبش ملی‌گرایی اوکراین برجای گذاشت، و در یک دورهٔ کوتاه چهار ساله مجموعه‌ای از دولت‌ها در اوکراین ظهور کردند. ویژگی این دوره امید به آینده و ملت سازی و همچنین هرج و مرج و جنگ داخلی بود. در سال ۱۹۲۱ با تقسیم اوکراین امروزی به اوکراین شوروی (که در سال ۱۹۲۲ به یکی از جمهوری‌های تشکیل‌دهندهٔ اتحاد جماهیر شوروی تبدیل شد) و لهستان و مناطق کوچک قومیت‌های اوکراینی که به چکسلواکی و رومانی وابسته بودند، اوضاع تا حدودی تثبیت شد.